# Thecla acastoides
Thecla acastoides är en fjärilsart som beskrevs av Berg 1882. Thecla acastoides ingår i släktet Thecla och familjen juvelvingar. Inga underarter finns listade i Catalogue of Life.